# 信史

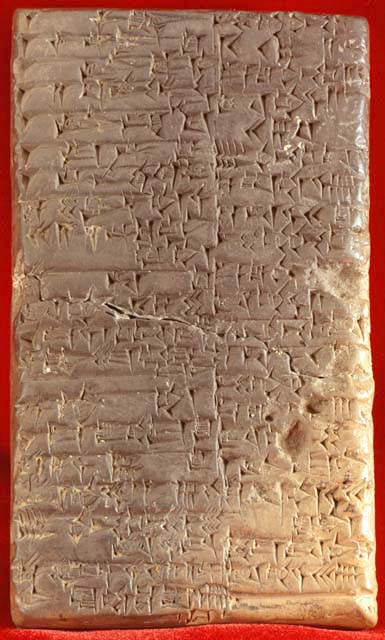
蘇米爾楔形文字，使用時期: 前30世紀至1世紀

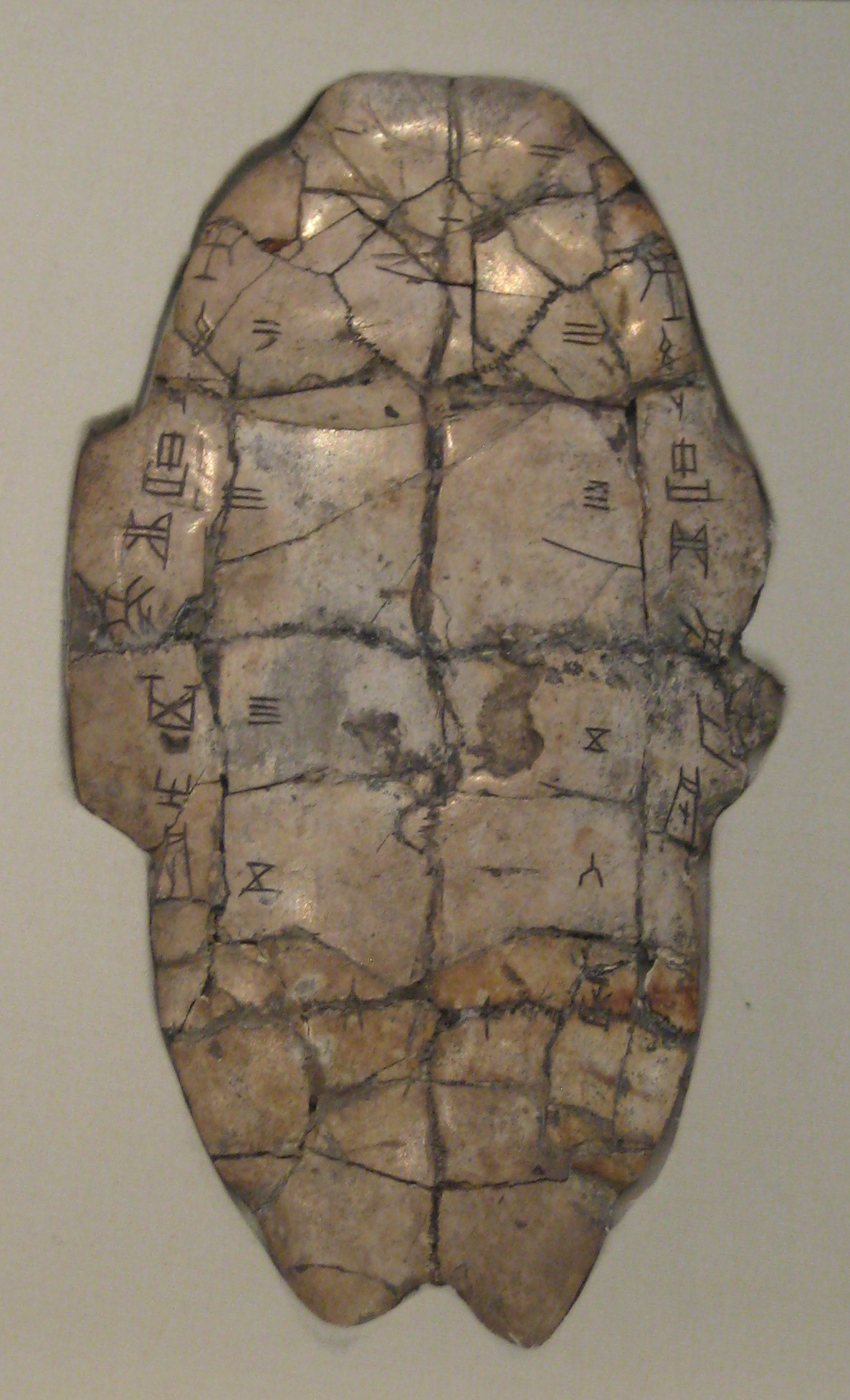
商代甲骨文，使用時期: 前12世紀

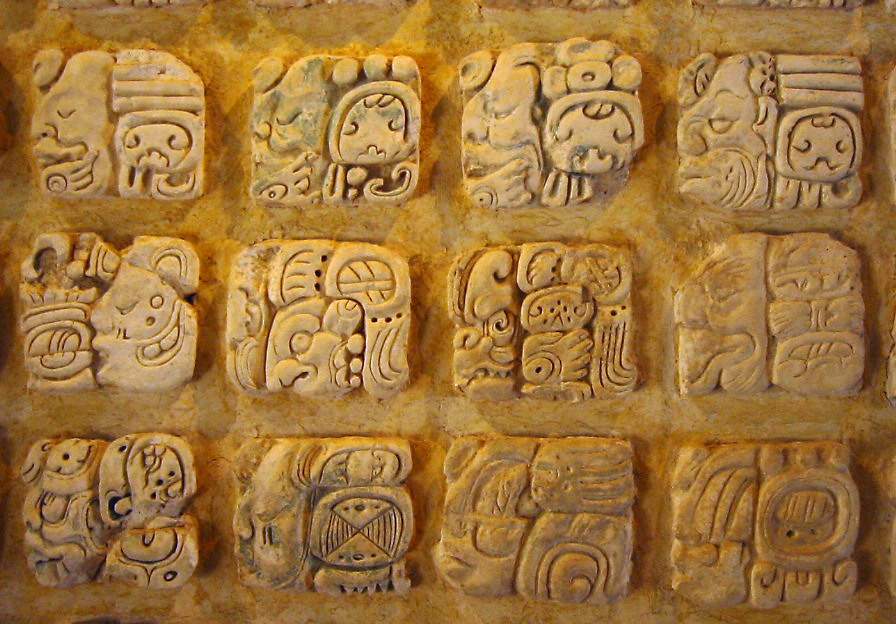
瑪雅文字，使用時期: 前3世紀至16世紀

信史在汉字文化中，原来指記事詳實的歷史，其原意为可信的历史纪录，现在也常作为英文 recorded history 的中文译文，泛指文字或符号的记载历史，也即书面历史；是为與史前時代相對的概念。信史時代又稱歷史時代，則是指人類用文字記錄歷史的時代。
记载歷史或書面歷史描述了以書面形式記錄的歷史事件，或其它文字記錄的通信，隨後由歷史學家使用歷史方法進行評估。對於全世界范围的歷史來說，书面歷史对古代世界的記載始於公元前四千年左右，與文字的發明同時發生。
對於某些地理區域或文化來說，由於書面記錄的使用有限，書面歷史僅限於人類歷史上相對較近的時期。此外，人類文化並不總是記錄後來歷史學家認為相關的所有信息，例如自然災害的全面影響或個人姓名。因此，特定類型資訊的記錄歷史會因所保存的記錄類型而受到限制。
對记载歷史的解釋通常依賴歷史方法，或者歷史學家使用主要來源和其他證據進行研究然後記錄過去的一套技術和指南。什麼構成歷史，以及是否存在解釋有記載歷史的有效方法的問題，在歷史哲學中作為認識論問題提出。對不同歷史方法的研究被稱為史學，其重點是研究記錄歷史的不同解釋者，如何對歷史證據做出不同的解釋。

## 背景
在文字發明之前，人類通過口頭代代相傳的方式來記憶歷史事件和傳承文化。史前時代即是指人類使用文字之前的時代。現代歷史學家通過世代相傳的神話和考古研究，來探索在文字記錄出現之前的遙遠歷史。　

## 沿革

### 人类早期文字记载的历史
美索不達米亞的蘇美爾文明、印度河谷文明和古埃及文明是最早有文字可考歷史紀錄之古代文明；最早用于记录完整的语言的文字是前3500年左右出现的苏美尔人的楔形文字。早期鍥型文字是一种象形文字，和埃及的埃及象形文字差不多在同一时期出现。最早的字母文字是前1000年左右的腓尼基字母，其源于埃及圣书体。腓尼基字母是现代各主要字母系统的源头。華夏文明和瑪雅文明也較早進入信史時代。

### 中國及汉字文化圈
目前考古学发现的中国最早的文字是商代的二里岗文化时期的金文 (約公元前1500年－前1300年)，和殷墟甲骨文(約公元前1250－前1200年)，但並不一定是最早的中國文字，因其已有固定格式，故推測可能有更早之文字。公元前841年，即西周的共和元年，則是中國歷史上有确切纪年的开始。
半坡遗址出土陶器上的陶符是中國新石器時代一種接近文字形式的符號，年代約為夏朝。但是目前没有明确证据表明夏朝是否使用文字。
1899年從來自河南安陽的甲骨上發現了甲骨文。安陽城西北的小屯村，是商晚期國都遺址殷墟的所在地。百餘年來，當地通過考古發掘及其他途徑出土的甲骨已超過十萬塊。此外，在河南、陝西其他地區也有甲骨文出土。这些文字多記錄占卜。有的甲骨沒有記錄占卜，但帶有其他記錄，例如狩獵旅行， 獻祭，戰爭或其他事件的記錄，一般認為，甲骨文是中國目前已經發現的最早歷史記載。這些甲骨文的年代被确定为從商晚期武丁時代开始（约前1250－前1200年）延續到春秋。
中國歷史編纂的特點是史官制度，在很早的時候就設有史官。《左傳》作者為左丘明，創作於公元前 5 世紀，以敘事形式涵蓋了公元前 722 年至前 468 年的時期。《尚書》是中國古典文獻五經之一，也是中國最早的敘事學之一。《春秋》是魯國的官方編年史，涵蓋公元前 722 年至公元前 481 年，依照編年史原則編排。傳統上認為它是孔子（公元前 551-479 年）的著作。《戰國策》是一部著名的中國古代史學著作，收錄了公元前三世紀至公元前一世紀戰國時期的零星資料。
司馬遷（公元前145～公元前87年）是中國第一個為專業歷史寫作奠定基礎的人。他的著作是《史记》，這是他一生的文學成就。其範圍可追溯到公元前 16 世紀，其中包括許多特定主題的論文和傑出人物的個人傳記，也探討了當代和以前時代平民的生活和事蹟。他的作品影響了中國後來的每一位歷史學家，包括東漢時期著名的班氏家族。《史记》中所用的因果關係的分析方法、和五種類型的體例編制被後續的史家沿用；《史记》重視周邊多個民族和國家的歷史，並首開記錄社會經濟的範例。
其它著名歷史學家還有班固（32～92年）、陳壽（233～297年）、范曄（398～445年）、劉知幾（661～721年）、杜佑（735～812年）、司馬光（1019～1086年）、章學誠（1738～1801年）等。重要的歷史文獻包括《尚書》、《春秋》、《左傳》、《國語》、《二十四史》(中國古代各朝撰寫的二十四部史書的總稱)《清史稿》和《新元史》。
过去，受汉文化影响的越南、朝鲜半岛、日本等地（汉字文化圈）官方及知识分子使用汉字书面语言（文言文）记录历史。

### 古希臘
希臘歷史悠久，19世纪中叶英国学者乔治·格罗特在其著作《希腊史》中，把公元前776年，即第一届古代奥林匹克运动会召开之年，作为记载希腊历史的开端。

### 古羅馬
傳說公元前753年羅馬建城，此後開啟了羅馬王政時代，從考古中推論出早期羅馬人已受希臘文明的影響。在希臘的大殖民時代(約公元前6世紀開始)，希臘的殖民城邦開始與羅馬產生直接的接觸，也是在此時，羅馬才被希臘人以文字記載於史冊之中。而此時的羅馬才剛進入共和時代(約公元前509年)。